# Hermann Hartmann (Chemiker)

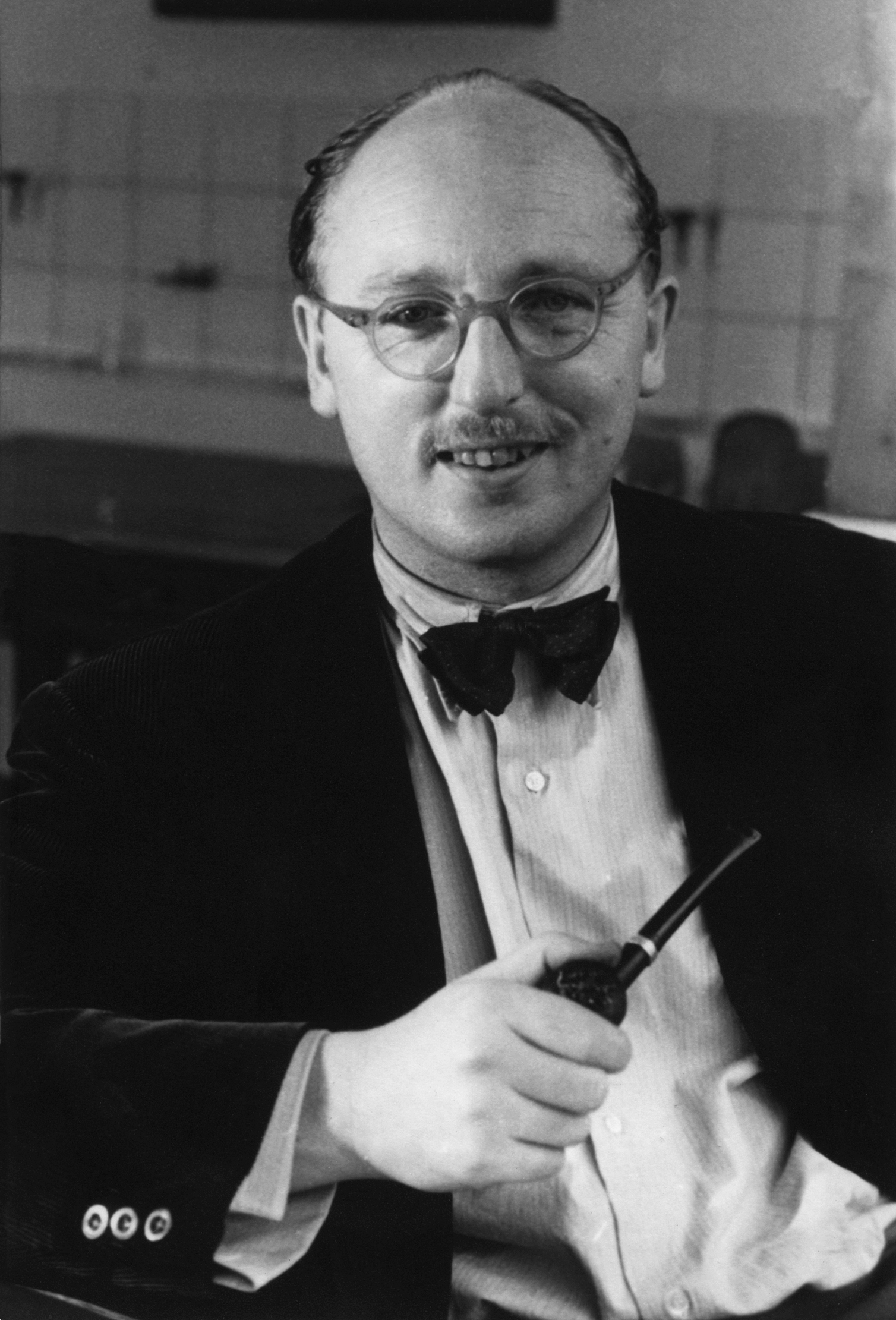
Hermann Hartmann, 1950

Hermann Hartmann (* 4. Mai 1914 in Bischofsheim in der Rhön; † 22. Oktober 1984 in Glashütten im Taunus) war ein deutscher Chemiker und Professor für Physikalische Chemie an der Johann Wolfgang Goethe-Universität in Frankfurt am Main. Er gilt als Pionier der Theoretischen Chemie in der zweiten Hälfte des 20. Jahrhunderts. Seine Beiträge zur Ligandenfeldtheorie (1945–1950) und anderer quantenchemischer Modell-Betrachtungen wie das Hartmann-Potential (1971–1980) sowie seine Störungstheorie molekularer Wechselwirkungen (1970–1977) führten ihn zur Entwicklung von Ansätzen in Richtung einer einheitlichen Feldtheorie der chemischen Bindung auf der Grundlage nicht-linearer Feldgleichungen (1977–1984).

## Leben
Seine akademische Ausbildung begann Hermann Hartmann 1933 in München. Den Ausschlag zum Chemiestudium gab eine Vorlesung über Komplexchemie. Besonders beeindruckte ihn Arnold Sommerfeld, der ihn zur Beschäftigung mit der damals noch neuen Quantenmechanik anregte. Seine erste durch Sommerfeld geförderte wissenschaftliche Arbeit im Jahre 1940 wurde typisch für seine weitere wissenschaftliche Vorgehensweise, das Auffinden von Potentialen, die für einen bestimmten Phänomenbereich Modellcharakter besitzen (Modell-Potentiale). Anfang 1939 wechselte er von München nach Frankfurt, wo er 1941 bei Peter Wulff mit der Arbeit Zu Untersuchungen über die anomale Beweglichkeit des Wasserstoffions promovierte. Das Hückel-Modell, ein von Erich Hückel in den 1930er Jahren veröffentlichtes semi-empirisches Verfahren zur quantenmechanischen Behandlung aromatischen Verbindungen wie Benzol, war das Thema, mit dem sich Hartmann 1943 habilitierte. Wegen seiner Weigerung an nationalsozialistischen Schulungsprogrammen teilzunehmen erhielt er jedoch keine Lehrerlaubnis. Die mit dem Hückel-Modell verknüpften theoretischen Grundfragen beschäftigten ihn sein Leben lang und führten zu einer seiner wichtigsten Entdeckungen, dem Hartmann-Potential.
Trotz der Wirren am Ende des Zweiten Weltkriegs begründete er in dieser Zeit zusammen mit F.E. Ilse, seinem ersten Schüler, die Ligandenfeldtheorie für Komplexverbindungen. Die Ligandenfeldtheorie mit der damit verbundenen Symmetriebetrachtungsweise hat Hartmanns internationales Ansehen begründet. Er hat auch die Bezeichnung Ligandenfeldtheorie geprägt.
Nach einjähriger Arbeit am damaligen Max-Planck-Institut für Physik in Göttingen wurde Hartmann 1952 Direktor des neu errichteten Institutes für Physikalische Chemie in Frankfurt. Durch Hartmann entwickelte sich das Institut zu einem Zentrum der Forschung und Lehre von internationalem Rang. In den Anfängen des Institutes wurde er besonders von Friedrich Hund beeinflusst, der von 1952 bis 1956 Professor für Theoretische Physik in Frankfurt war und mit dem er seit dieser Zeit freundschaftlich verbunden blieb. Hund schrieb damals sein Buch Materie als Feld und Hartmann sein Hauptwerk Theorie der chemischen Bindung auf quantentheoretischer Grundlage. Die von Hartmann an seinem Institut bearbeiten Forschungsarbeiten erstrecken sich von spezifischen experimentellen Themen bis hin zu wissenschaftlichen Grundsatzfragen.
Anfang der 1960er-Jahre arbeiteten insgesamt etwa 100 Wissenschaftler am Hartmann´schen Institut darunter 20 Theoretiker. Mit Hilfe der Theoretikergruppe organisierte Hartmann ab 1962 regelmäßig internationale Ferienkurse für theoretische Chemie, die meist in Konstanz am Bodensee abgehalten wurden.
1962 gründete er die Peer-Review Zeitschrift Theoretica Chimica Acta (TCA), deren Herausgeber er bis zu seinem Tode war. Dort veröffentlichte er auch die meisten seiner Aufsätze. 1984 übergab Hartmann die Herausgabe der Zeitschrift K. Ruedenberg von der Iowa State University. 1997 wurde der Name der Zeitschrift umbenannt in Theoretical Chemistry Accounts: Theory, Computation, and Modeling mit Donald G. Truhlar, University of Minnesota, als Herausgeber.
Zur Förderung der Theoretischen Chemie im deutschsprachigen Raum rief Hartmann 1965 das Symposium für Theoretische Chemie ins Leben. Das Organisationskomitee bestand in den ersten Jahren neben Hartmann aus Heinrich Labhart (Zürich), Oskar Polansky (Wien) sowie später Werner A. Bingel (Göttingen), Ernst Ruch (Berlin), Georges H. Wagnière (Zürich), and Peter Schuster (Wien). Dieses Symposium wurde seitdem zu einer ständigen Einrichtung und entwickelte sich zu einer bedeutenden Fachtagung für Theoretische Chemie.
Besonders wichtig waren für Hartmann der unmittelbare Kontakt mit den Studenten und die Förderung des wissenschaftlichen Nachwuchses. Einen Ruf an die TH München 1964, und an das Max-Planck Institut in Mainz 1966, nahm Hartmann nicht an, denn er sah die Förderung der Theoretischen Chemie vorrangig als Aufgabe der Lehre. 1966 wurden ihm von der hessischen Landesregierung Mittel für ein Institut der Theoretischen Chemie bewilligt. Seine experimentellen Untersuchungen musste er jedoch durch die Hochschulverwaltungsreform von 1968 auf ein Forschungsgebiet beschränken.
Von 1962 bis 1972 waren am Institut von Hermann Hartmann folgende bedeutende Forscher tätig: Hans Ludwig Schläfer, Horst Heydtmann, Joachim Heidberg, Hartwig Kelm, Hans Sillescu und Hans Wolfgang Spiess als Experimentatoren sowie Karl Heinz Hansen, Günter Gliemann, Hans-Herbert Schmidtke, T. K. Ha, Karl Jug, Ernst Otto Steinborn, Klaus Helfrich, W. H. Eugen Schwarz, Ernst-Albrecht Reinsch, Karl Hensen und Gundolf Kohlmaier als Theoretiker. Sie allen wurden Professoren. Benutzt man den Hirsch-Index sind Hans Sillescu, Hans Wolfgang Spiess, Hans Ludwig Schläfer, Joachim Heidberg sowie Karl Jug, W. H. E. Schwarz und Ernst Otto Steinborn die erfolgreichsten Schüler von H. Hartmann.
In den 1970er-Jahren erreichten die theoretischen Forschungen von H. Hartmann einen neuen Höhepunkt mit der Entdeckung des einheitlichen Feldes molekularen Verhaltens mithilfe einer nichtlinearen Schrödingergleichung. Er integrierte dazu in dieser Zeit drei unter seiner Leitung arbeitende Forschungsgruppen:
- am Institut für Physikalische Chemie untersuchte Karl-Peter Wanczek (später Professor an der Universität Bremen), S.-H. Lee und G. Baykut die Anwendung der Ionenzyklotron-Resonanzspektroskopie. Durch die technische Realisierung von Doppelmuldenpotentialen ermöglicht diese Methode der Massenspektrometrie die genaue Untersuchung von Ion-Molekül und Ion-Ion Wechselwirkungen,
- am Hartmann`schen Institut für Theoretische Chemie tätige Physiker, Kyu-Myung Chung, Schüler von Bernhard Mrowka (Frankfurt), M.W. Morsy, Schüler von Hans Bethe (Pasadena) und Dieter Schuch (später Professor an der Universität in Frankfurt am Main) arbeiteten am quantenmechanischen und semi-klassischen Verständnis molekularer Wechselwirkungen,
- an der Arbeitsstelle für theoretische Chemie, die Hartmann 1972 mit Unterstützung der Mainzer Akademie der Wissenschaften und der Literatur an seinem Wohnort in Glashütten/Taunus einrichten konnte, entwickelte er Ansätze einer einheitlichen Feldtheorie molekularen Verhaltens. Die Theoretikergruppe an der Arbeitsstelle bestand aus Kyu-Myung Chung und D. Schuch sowie W. Ulmer und B. Zeiger (letztere forschten später im Bereich der Biophysik).

Gemäß der Zielsetzung der Akademie der Wissenschaften und der Literatur, Mainz, deren korrespondierendes Mitglied H. Hartmann bis zu seinem Ableben (1984) war, lag das Schwergewicht seiner Tätigkeit seit 1972 verstärkt auf dem Gebiet langfristiger Grundlagenforschung in Bereichen der Theoretischen Chemie außerhalb des Mainstream aber von richtungsweisender Bedeutung.

## Wirken
Als Pionier der theoretischen Chemie war Hartmann bestrebt, ganz ähnlich wie Albert Einstein für die Physik, den gesamten Bereich des Verhaltens der Materie durch ein Einheitliches Feld der chemischen Bindung zu verstehen. Sein Wirken als bedeutender Lehrer und vielseitiger Forscher, der ständig Theorie und Experiment miteinander integrierte, kann nicht vom klassisch-humanistischen Humboldtschen Bildungsideal getrennt werden, dem er sich zeit seines Lebens verpflichtet fühlte.
Die Qualität seiner Lehrtätigkeit wird durch die Tatsache bestätigt, dass Ende der 1970er-Jahre bereits 30 seiner Schüler selbst Universitätsprofessoren waren. Hartmann lehrte in Frankfurt bis zu seiner Emeritierung 1982. Hartmann stand dem Forschungstrend seiner Zeit, wissenschaftliche Fragen überwiegend numerisch mit Hilfe von Computern anzugehen, kritisch gegenüber und wandte sich deshalb zunehmend den vereinheitlichenden Grundfragen der chemischen Kinetik zu.
Seine wahrscheinlich bedeutendste wissenschaftliche Leistung ist nach der Ligandenfeldtheorie (1945–1950) die Entdeckung des Einheitlichen Feldes der chemischen Bindung auf der Grundlage einer nicht-linearen Schrödinger-Gleichung (1980).
Die Hauptschritte zu dieser Entdeckung waren
- gruppentheoretische Symmetriebetrachtungen, wie sie schon die Grundlage der Hartmann`schen Ligandenfeldtheorie bilden,
- die Quantenchemie der Modelle auf der Grundlage von exakt lösbaren Modell-Potentialen wie dem Hartmann-Potential und
- ein Verständnis chemischer Elementarprozesse durch Kopplung der klassischen Reaktionsdynamik an ein quantenmechanisch definiertes Feld.

Bei der Entdeckung des klassischen Feldes molekularen Verhaltens spielte die 1971 von Hartmann zur Analyse molekularer Wechselwirkungen veröffentlichte klassische Störungstheorie eine wichtige Rolle sowie das 1972 publizierte ringförmige Potential, das als Hartmann-Potential bezeichnet wird und das wegen seiner Superintegierbarkeit und Supersymmetrie in den 1980er Jahren richtungsweisende Bedeutung für die theoretische Chemie erlangte. Die von Hartmann entwickelte Störungstheorie bildete dabei eine wichtige Brücke zwischen quantenmechanischem und klassischem Verhalten. Die vereinheitlichte Beschreibung des Verhaltens der molekularen Materie z. B. durch eine nicht-lineare Schrödinger-Gleichung und dem dadurch definierten klassischen Feld der chemischen Bindung war die Krönung seines Lebenswerks.
Hartmann zeichnete als Autor bzw. Co-Autor von 250 wissenschaftlichen Arbeiten. Seine Veröffentlichungen dokumentieren die drei Grundpfeiler seines Denkens – Symmetriebetrachtung, Modell-Potentiale und Störungstheorie – und damit die Erkenntnisschritte, die zum selbst-wechselwirkenden Feld molekularen Verhaltens führten. In seinen experimentellen Arbeiten zeigt sich das in einer Schwerpunktsverschiebung von der Spektroskopie zu kinetischen Methoden.
Zur Würdigung und Förderung seiner wissenschaftlichen Leistungen erhielt er die Mitgliedschaft der Deutschen Akademie der Naturforscher Leopoldina, der Gesellschaft Österreichischer Chemiker, der Accademia Nazionale dei Lincei, der Königlich Dänischen Akademie der Wissenschaften, der Comitato Premio of Fondazione Balzan, der International Academy of Quantum Molecular Science und der Akademie der Wissenschaften und der Literatur zu Mainz. H. Hartmann war auch Mitglied einer Kommission der UNESCO in Paris, die die Beziehung der Theoretischen Chemie zum Experiment, zur Technologie sowie zu Fragen der Lehre behandelt.

## Veröffentlichungen
Bücher und Schriften
- Theorie der chemischen Bindung auf quantentheoretischer Grundlage. Springer, Berlin 1954.
- Die chemische Bindung. Drei Vorlesungen für Chemiker. Springer, Berlin 1955–1957.
- Über ein mechanisches Modell zur Analyse und Darstellung typisch quantentheoretischer Erscheinungen. Bayerische Akademie der Wissenschaften, München 1957.
- Die Bedeutung quantentheoretischer Modelle für die Chemie. Steiner, Wiesbaden 1965.
- Die Bedeutung des Vorurteils für den Fortgang der naturwissenschaftlichen Erkenntnis. Steiner, Wiesbaden 1967.
- Neue Wellenmechanische Eigenwertprobleme. Steiner, Wiesbaden 1972.

Die folgenden ausgewählten Arbeiten der Forschungsgruppen von Hermann Hartmann dokumentieren seine charakteristische Vorgehensweise bei der Untersuchung von typisch chemischen Verhaltensmustern, was schließlich zur Entdeckung eines selbst-wechselwirkenden klassischen Feldes der chemischen Bindung führte. Die Arbeiten, die sich auf diese letzte Phase seines Wirkens beziehen, wurden zu einer eigenen Gruppe mit dem Titel „Arbeitsstelle für Theoretische Chemie, Glashütten (1972–1984)“ zusammengefasst.
- A. Sommerfeld, H. Hartmann: Künstliche Grenzbedingungen in der Wellenmechanik. Der beschränkte Rotator. Annalen der Physik 37, 333-343 (1940)
- Hermann Hartmann: Ein einfaches Näherungsverfahren zur quantenmechanischen Behandlung der π-Elektronensysteme aromatischer Kohlenwasserstoffe I & II. In: Zeitschrift für Naturforschung A. 2, 1947, S. 259–263 (PDF, freier Volltext).
- Hermann Hartmann: Zur Theorie der Additions- und Umlagerungsreaktionen aromatischer Systeme. In: Zeitschrift für Naturforschung A. 3, 1948, S. 29–34 (PDF, freier Volltext).
- Hermann Hartmann, Hans Ludwig Schläfer: Über die Absorptionsspektren elektrostatischer Komplexionen dreiwertiger Übergangselemente mit oktaedrischer Symmetrie. In: Zeitschrift für Naturforschung A. 6, 1951, S. 760–763 (PDF, freier Volltext).

Erster Doktorand von Hermann Hartmann, mit dem er die Ligandenfeldtheorie begründete:
- F. E. Ilse: Quantenmechanische Rechnungen über Absorptionsspektren polar aufgebauter anorganischer Komplexe. Universität Frankfurt (1946) Dissertation

### Institut für Physikalische Chemie, Frankfurt (1952–1982)
- H. Hartmann: Über ein mechanisches Modell zur Analyse und Darstellung typisch quantentheoretischer Erscheinungen. Verl. d. Bayer. Akademie d. Wissenschaften (1957) Sonderdruck aus den Sitzungsberichten der Bayerischen Akademie der Wissenschaften, Mathematisch-Naturwissenschaftliche Klasse (1957)
- H. Hartmann, H. L. Schläfer: Zur Frage der Bindungsverhältnisse in Komplexverbindungen. Angewandte Chemie 70, 155 (1958)
- Hermann Hartmann: Zur Theorie der π-Elektronensysteme. In: Zeitschrift für Naturforschung A. 15, 1960, S. 993–1003 (PDF, freier Volltext).
- H. Hartmann, E. König: Matrixelemente des Ligandenfeldpotentials in Komplexverbindungen der Übergangsmetalle. Zeitschrift für physikalische Chemie(neue Folge) 28, 425 (1961)
- H. Hartmann: New concepts in the theory of π-electron spectra. Pure and Applied Chemistry 4(1) 15-22 (1962), pdf
- H. Hartmann, W. Ilse und G. Gliemann: Das eingeschränkte Fermigas. Theoretica Chimica Acta 1(2) 155-158 (1963)
- H. Sillescu, H. Hartmann: Kernquadrupolkopplung in einigen Kobalt (III)-Komplexen. Theoretica chimica Acta. 2, 371-385 (1964) Dissertation
- H. Hartmann: Die Benzolformel Eine kurze Problemgeschichte. Angewandte Chemie 77 (17-18) 750–752 (1965)
- H. Hartmann, E. Zeeck, A. Ludi: Berechnung von Zuständen komplexer Ionen mit Zentralfeldfunktionen. Theoretica Chimica Acta) 3(2), 182-193 (1965), doi:10.1007/BF00527350
- H. Hartmann, K. Helfrich: Quantenmechanische Zweizentren-Coulomb-Modelle für Acetylen, Äthylen und Äthan Quantum mechanical two center models for acetylene, ethylene and ethane; Theoretical Chemistry Accounts: Theory, Computation, and Modeling (Theoretica Chimica Acta) 10(5), 189-198 (1968)
- H. Hartmann, W. Jost, H. G. Wagner: Elementarreaktionen. Zur Problematik reaktionskinetischer Forschung. Berichte der Bunsengesellschaft 72, 905–908 (1968)
- H. Hartmann, J. Heidberg, H. Heydtmann, G. H. Kohlmaier (Hrsg.): Chemische Elementarprozesse. Springer, Berlin (1968) (Buch)
- H. W. Spiess, H. Haas, H. Hartmann: Anisotropic Chemical Shifts in Cobalt (III) Complexes. Journal of Chemical Physics 50(7), 3057 (1969), Abstract
- H. Hartmann: Chemische Bindung in Festkörpern: Angewandte Chemie 83(14) 521–523 (1971)
- H. Hartmann, R. Schuck, J. Radtke: Die diamagnetische Suszeptibilität eines nicht kugelsymmetrischen Systems. Theoretica Chimica Acta 42(1) 1-3 (1976)
- H. Hartmann, K.-M. Chung: Quantum-Theoretical Treatment of Motions of Ions in Ion Cycloton Resonance Cells. Theoretica Chimica Acta 45, 137–145 (1977)
- H. Hartmann: 25 years of Ligand-field-theory. Pure and Applied Chemistry (6) 827-837 (1977), pdf
- H. Hartmann, H. C. Longuet-Higgins: Erich Hückel. 9 August 1896-16 February 1980, Biog. Memoirs Fellows Roy. Soc. 28, 153 (1982)

Arbeiten und Veröffentlichungen bedeutender Mitarbeiter von H. Hartmann am Institut für Physikalische Chemie Frankfurt:
- K. Jug: Anwendung einer Einzentrenmethode auf die π-Elektronensysteme von Fünferheterozyklen. Universität Frankfurt (1965) Dissertation
- H. L. Schläfer, G. Gliemann: Einführung in die Ligandenfeldtheorie, Akademische Verlagsgesellschaft, Frankfurt (1968)
- E.-A. Reinsch: Theoretische Überlegungen zur Cyclotetraensynthese nach Reppe. Theoretica Chimica Acta. 11, 296–306 (1968)
- H. Kelm (Hrsg.): High Pressure Chemistry: Proceedings of the NATO Advanced Study Institute Held in Corfu, Greece, September 24-October 8, 1977. D. Reidel Pub Co (1978), ISBN 90-277-0935-1.
- H. Hartmann, K.-H. Lebert and K.-P. Wanczek: Ion cyclotron resonance spectroscopy. Topics in Current Chemistry, Volume 43. Springer, Berlin 1972.
- H. Hartmann, K.-P. Wanczek: Ion Cyclotron Resonance Spectrometry, I. Lecture Notes in Chemistry 7. Springer, Berlin 1978.
- H. Hartmann, K.-P. Wanczek: Ion cyclotron resonance spectrometry. II. Lecture Notes in Chemistry 31. Springer, Berlin 1982.

### Arbeitsstelle für Theoretische Chemie, Glashütten (1972–1984)
- H. Hartmann: Eine klassische Störungstheorie. Theoretica Chimica Acta 21, 185–190 (1971)
- H. Hartmann: Über die Hartreesche Methode. Theoretica Chimica Acta 27 (2) 147-149 (1972), doi:10.1007/BF00528157
- H. Hartmann: Die Bewegung eines Körpers in einem ringförmigen Potentialfeld, Theoretica Chimica Acta 24, 201–206 (1972).
- M. W. Morsy, A. Rabie, A Hilal, H Hartmann: Consequences of resonance tunnelling in chemical kinetics. Theoretica Chimica Acta 35(1) 1-15 (1974)
- H. Hartmann, K.-M. Chung: On the Application of a Classical Perturbation Theory to the Theory of Coupled Fields. Theoretica Chimica Acta 47(2) 147-156 (1978)
- H. Hartmann, K.-M. Chung: Classical nonlinear field theory of chemical bonding. International Journal of Quantum Chemistry 18 (6) 1491–1503 (1980)
- D. Schuch, K.M. Chung, and H. Hartmann: Nonlinear Schrödinger-type field equation for the description of dissipative systems. I. Derivation of the nonlinear field equation and one-dimensional example, Journal of Mathematical. Physics. 24, 1652–1660 (1983)

Erste Mitarbeiter von H. Hartmann an der Arbeitsstelle für Theoretische Chemie bei der Begründung seiner Feldtheorie molekularen Verhaltens:
- B. Zeiger: Klassische Störungstheorie nicht-reaktiver molekularer Wechselwirkungen. Universität Frankfurt (1975) Dissertation
- W. Ulmer: On the Representation of Atoms and Molecules as Self-Interacting Field with Internal Structure. Theoretica Chimica Acta 55, 179–205 (1980)

## Belege
1. ↑  Informationen zu und akademischer Stammbaum von Hermann Hartmann bei academictree.org, abgerufen am 8. Februar 2018.

| Personendaten    | Personendaten            |
| ---------------- | ------------------------ |
| NAME             | Hartmann, Hermann        |
| KURZBESCHREIBUNG | deutscher Chemiker       |
| GEBURTSDATUM     | 4. Mai 1914              |
| GEBURTSORT       | Bischofsheim an der Rhön |
| STERBEDATUM      | 22. Oktober 1984         |
| STERBEORT        | Glashütten (Taunus)      |